# Nikolaikirche (Eisenach)

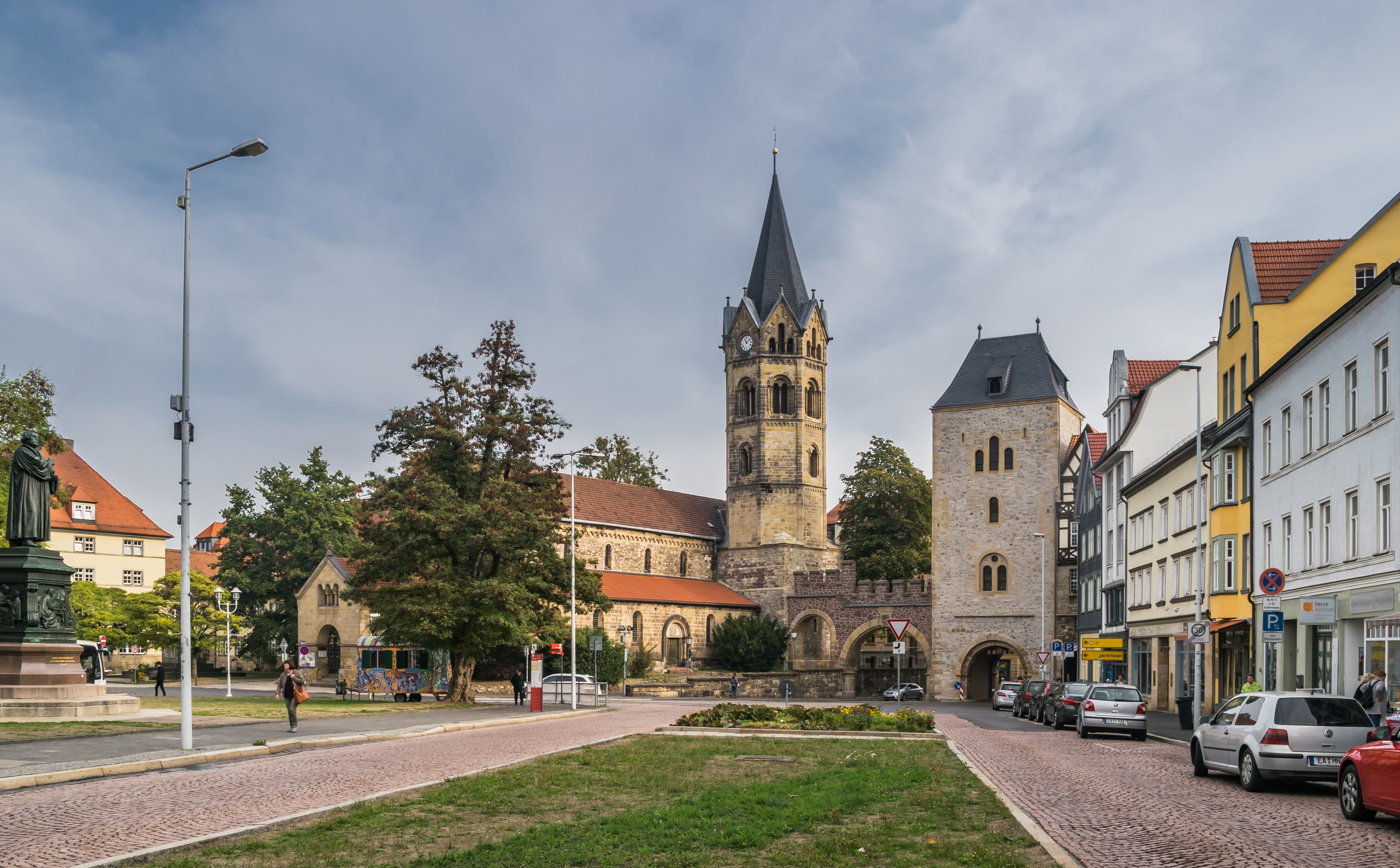
Ansicht von Westen (Karlsplatz mit Nikolaikirche und Nikolaitor)

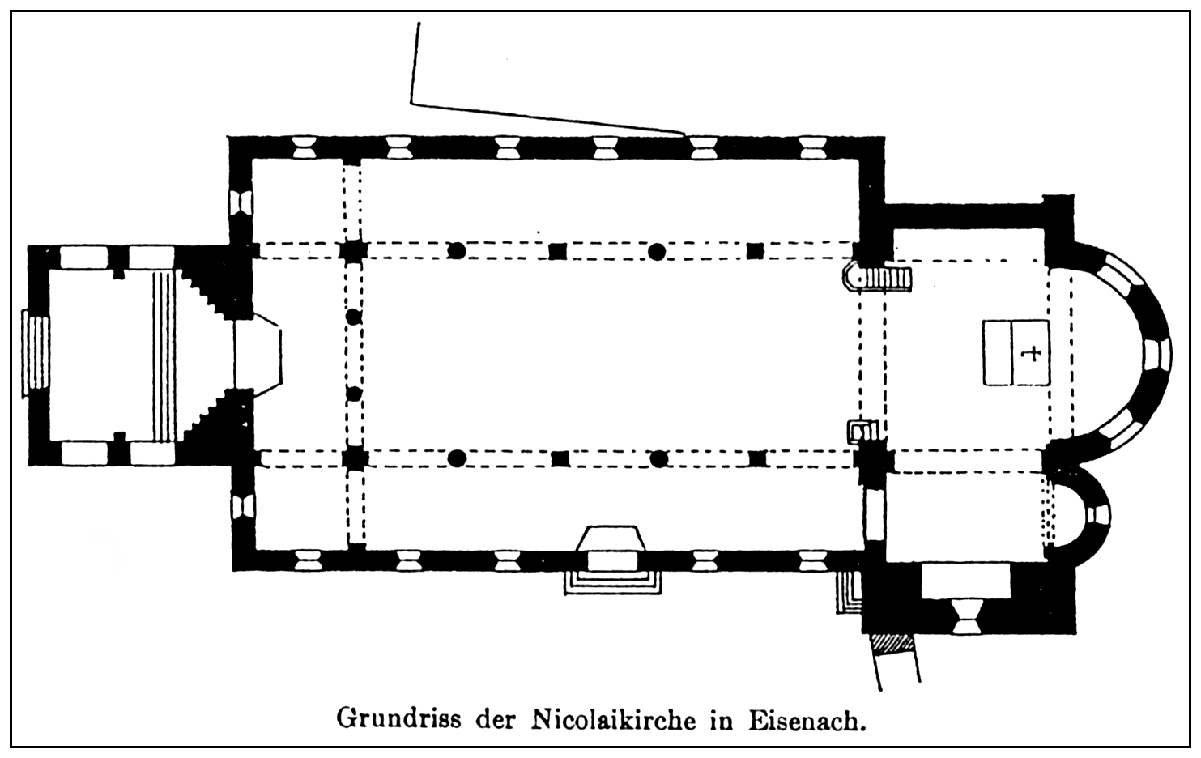
Grundriss der Nikolaikirche

Die Nikolaikirche ist das Gotteshaus der Eisenacher evangelischen Nikolai-Kirchengemeinde.

## Geschichte

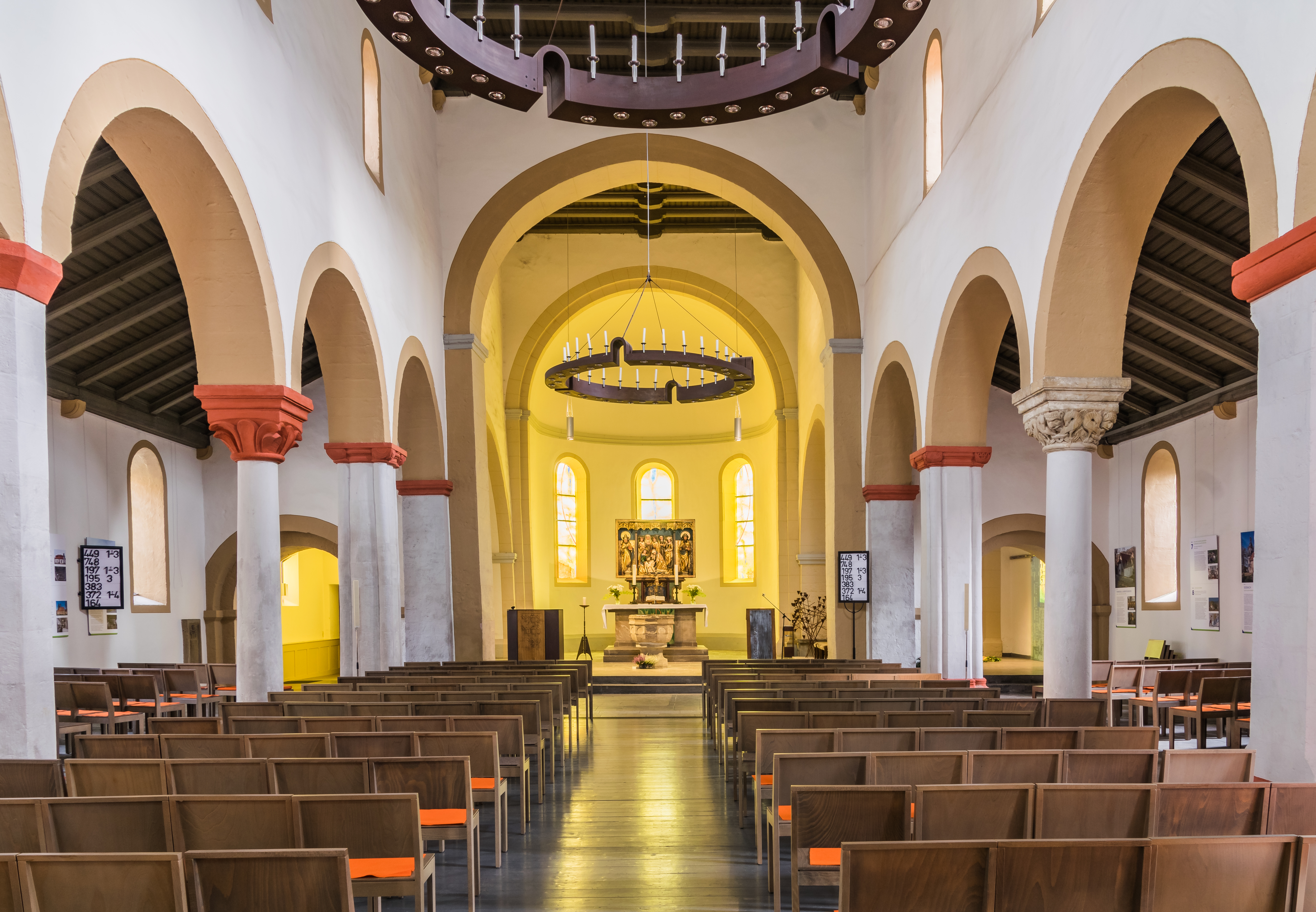
Innenraum der Nikolaikirche

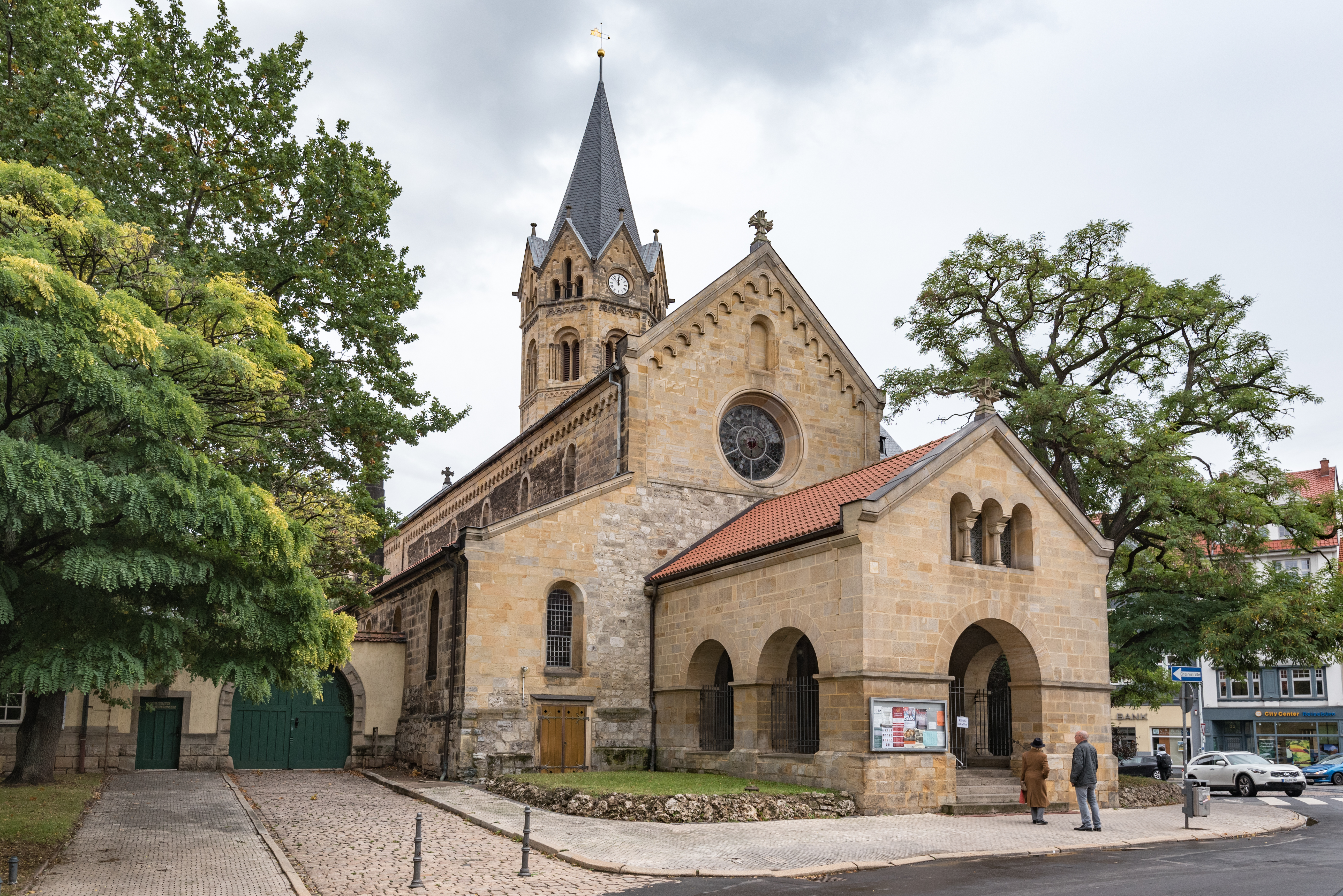
Die Nordfassade der Nikolaikirche

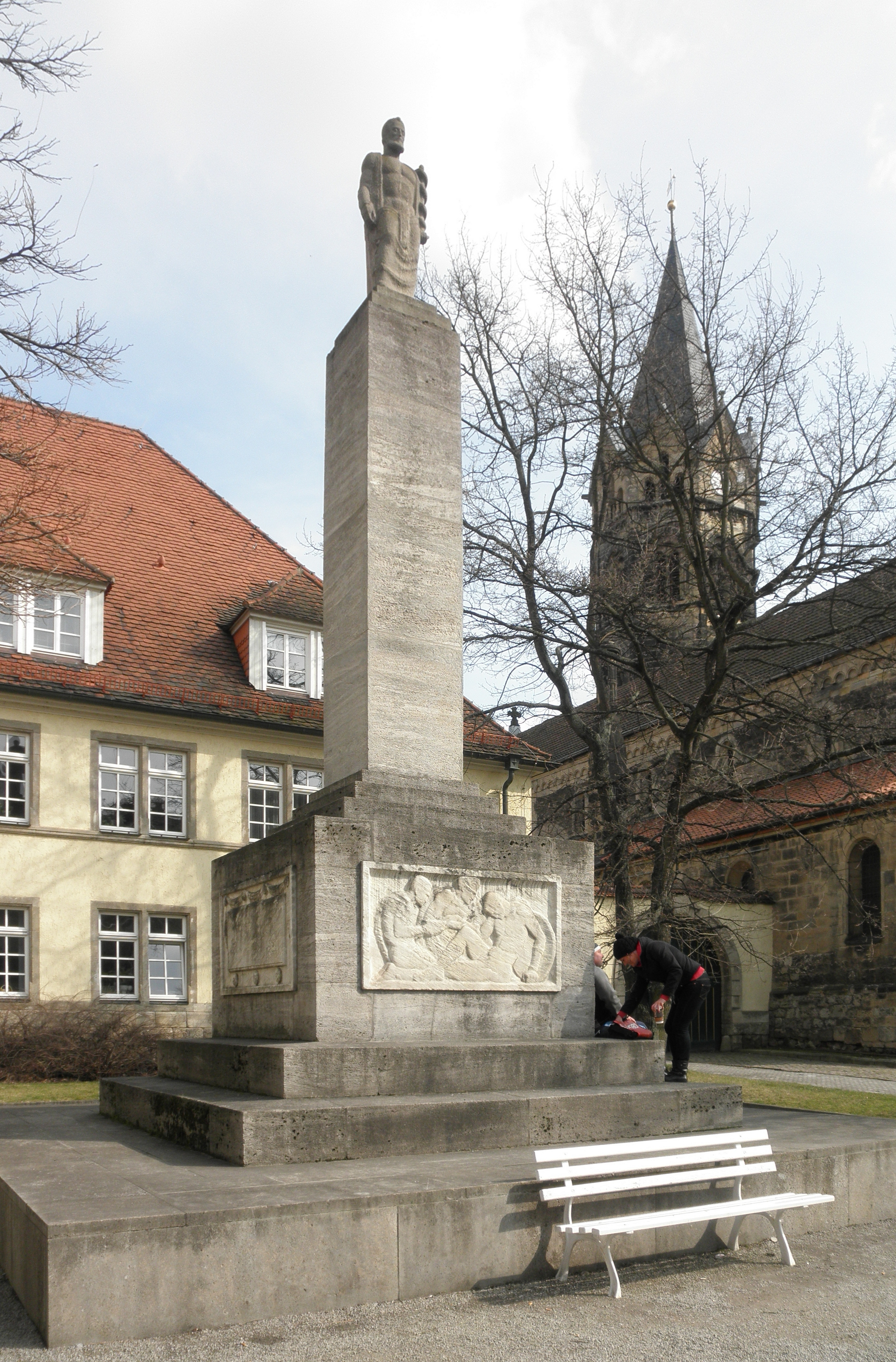
Ärztedenkmal: für die in beiden Weltkriegen ums Leben gekommenen deutschen Ärzte

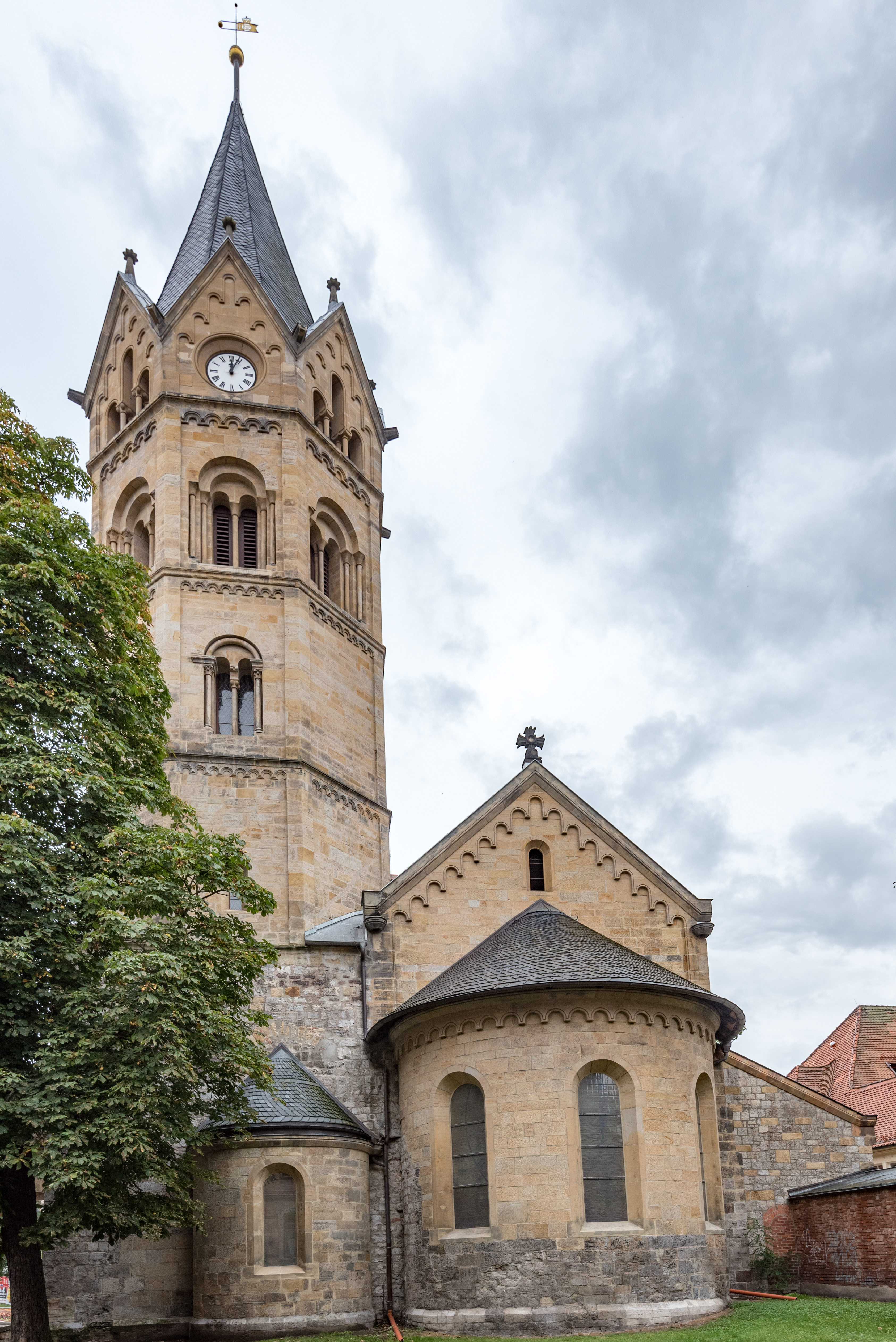
Ostpartie mit Apsis

Die romanische Nikolaikirche war ursprünglich eine dem heiligen Nikolaus gewidmete Kaufmannskirche.

### Das Nikolaikloster Eisenach
Mit dem Aufbau des Nikolaiklosters betraute Anfang des 12. Jahrhunderts Landgraf Ludwig III. seine Tante Adelheid von Thüringen. Sie war die Tochter Landgraf Ludwigs I., lebte im Kloster Drübeck bei Wernigerode als Benediktinernonne und wurde so zur ersten Äbtissin des Eisenacher Klosters.
Mit der Klostergründung verbunden war ein repräsentativer Umbau dieser älteren Kirche, bei dem, aus architektonischen Details nachweisbar, auch Fachleute der landgräflichen Bauhütte beteiligt waren. In der Folgezeit bildete das Nikolaikloster eine bevorzugte Stätte als Witwensitz, es diente neben der seelsorgerischen und kulturellen Bedeutung für die Stadt auch der Ausbildung und Versorgung unverheirateter Adelstöchter.
Zu den Klostergebäuden zählten neben der Nikolaikirche und dem Glockenturm auch die Propstei, das lange Konventsgebäude der Nonnen, das Beinhaus, verschiedene Lager- und Wirtschaftsgebäude, davon zwei Schüttböden (Kornlagerplätze).
Außerhalb der Stadt befanden sich in zahlreichen Umlandgemeinden Wirtschaftshöfe, die das Kloster mit ihren Erträgen versorgten.

#### Das Kloster nach der Reformation
1529 wurden alle Kirchen, Klöster und Kapellen, in denen kein protestantischer Gottesdienst gehalten wurde, geschlossen, die Gebäude wurden an Privatpersonen verkauft oder dienten anderen Zwecken. 1557 zählte das Kloster noch sieben Nonnen. Seit 1555 wurde die Nikolaikirche wieder gottesdienstlich genutzt.
Vermutlich aus dieser Zeit stammt eine Federzeichnung, die den „Abriß des Nicolauser-Closters“ samt dem unmittelbar benachbarten Stadttor mit Torhaus wiedergibt.
Von dem neubehelmten Glockenturm der Kirche abgesehen – er erhielt eine hohe gotische Haube – vermittelt die Zeichnung noch die alte romanische Bauform.
Beim Großbrand von 1636 wurde auch das Nikolaikloster stark in Mitleidenschaft gezogen.

#### Die Kirche nach der Reformation
Die Kirche wurde in dieser Zeit entweiht und diente zeitweilig sogar als Pferdestall. Im 18. Jahrhundert diente das Langhaus als Fabrikationsgebäude einer Wollkämmerei-Manufaktur, Vorläufer der Eichelschen Textilfabriken, der größte Teil der Nebengebäude wurde in dieser Zeit beseitigt.
Im 19. Jahrhundert erhielt die Diakonissen-Bewegung das Grundstück übereignet, um in direkter Nachbarschaft zur Nikolaikirche das Diakonissenmutterhaus zu erbauen.
Vor dem Diakonissenmutterhaus und neben der Nikolaikirche steht auf dem Karlsplatz das Ärztedenkmal. Es erinnert an die in beiden Weltkriegen in Erfüllung ihres Dienstes ums Leben gekommenen deutschen Ärzte.

## Bauliches
Das heutige Erscheinungsbild geht auf mehrere umfassende Restaurierungen der Kirche seit dem 19. Jahrhundert zurück. Die im Kern spätromanische, dreischiffige Basilika besitzt einen hohen Rang in der Thüringer Kunstgeschichte, vor allem wegen ihrer qualitativ hochwertigen Steinmetzarbeiten (etwa der Kapitelle und Basen im Langhaus) – in Eisenach nur vergleichbar mit der Wartburg. Besonders schön und reich im pflanzlichen Dekor ist ein Kapitell an einer der südlichen Säulen des Längsschiffes. Stilistisch dürften diese Arbeiten dem ausgehenden 12. Jahrhundert angehören und stehen damit zeitlich noch im Einklang mit dem Bau des Wartburg-Palas wie auch mit urkundlichen Überlieferungen. Der Eisenacher Stadtschreiber Johann Wilhelm Storch erkannte schon im 18. Jahrhundert anerkennend: die Kirche als eine Meisterleistung der Architectur.
Nach Erneuerung und Umgestaltungen im frühen 17. Jahrhundert wurde die Kirche 1886 bis 1887 einer Generalinstandsetzung und Rekonstruktion unterzogen. Im Sinne der denkmalpflegerischen Auffassung des vergangenen Jahrhunderts erfolgte die Wiederherstellung unter Einbeziehung und durch bewusste Ergänzung historisierender Bauteile. Von 1968 bis 1971 wurde das Innere der Nikolaikirche grundlegend und denkmalpflegegerecht restauriert, dabei wurde auch die 1887 erfolgte stilwidrige Ausmalung entfernt.

### Konstruktive Maße
Der Grundriss der Kirche hat folgende Abmessungen:
- Vorhalle: 9,00 m × 7,50 m
- Hauptraum: 24,70 m × 16,30 m
- Chor: 7,20 m × 6,40 m
- Apsis: 3,70 m × 3,70 m
- Turm: 6,70 m × 5,50 m

### Besonderheiten
Ein vergleichender Blick vom Lutherdenkmal in Richtung Stadttor und Kirche zeigt, dass die Kirche etwa 1,5 Meter über dem Geländeniveau des Karlsplatzes erbaut wurde, hierbei diente ein als Sperlingsberg überlieferter kleiner felsiger Hügel zur Aufnahme der Last des Kirchturms und der Klostermauern. Unmittelbar westlich vor der Kirche floss im Mittelalter quer über den Karlsplatz der Löbersbach, unmittelbar östlich vor der Stadtmauer, im Mühlen- und Gerberei-Quartier, die ursprüngliche Hörsel, im 19. Jahrhundert nur noch als Schwarze Pfütze belegt, eine Art Mühlwasser und Abwassersammler der Stadt.